# Rock Island, Oklahoma
Rock Island är en ort i Le Flore County i delstaten Oklahoma, USA.